# Spirorbula latens
Spirorbula latens é uma espécie de gastrópode  da família Hygromiidae.
É endémica de Portugal.